# Església de Santa Eugènia de Berga
L'Església de Santa Eugènia de Berga és una església del municipi de Santa Eugènia de Berga (Osona) declarada bé cultural d'interès nacional.

## Descripció

### Estructura
Edifici d'una nau i tres absis oberts al transsepte, amb cimbori sobre el creuer. La nau és coberta amb volta de canó. L'interior ha estat totalment restaurat, i mostra la pedra nua. Les finestres de la nau central són totes recents.
Al segle xii es va construir un campanar de tres pisos sobre el cimbori, així com la façana de ponent, amb pedra ben tallada, un cor sobre la porta d'entrada i una torrella a la part esquerra de la façana, des d'on es puja a la teulada i al campanar.
Tant la nau com el transsepte estan coberts per volta de canó; al punt d'intersecció de la nau amb el transsepte s'hi aixeca una cúpula o cimbori sobre trompes, que fa de suport del campanar. El cimbori és de planta octogonal i acaba amb un fris de finestres cegues.

### Exterior

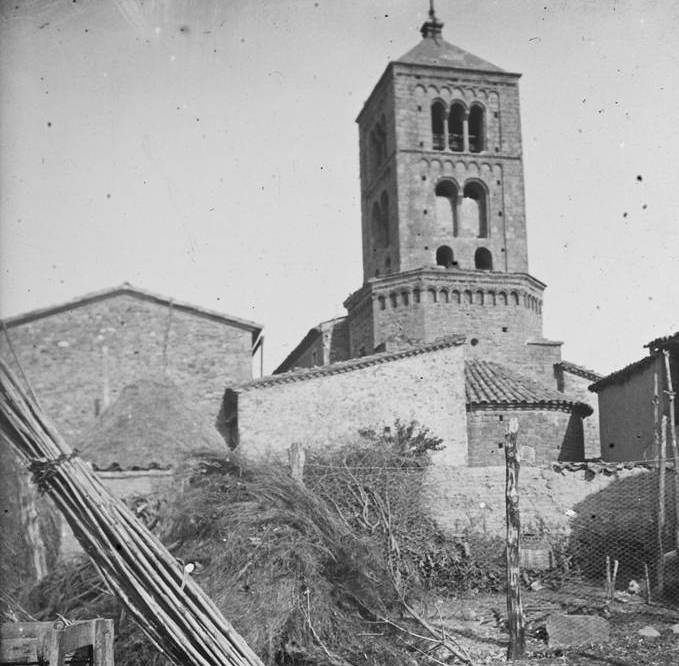
Absis de l'església de Santa Eugènia (1916)

El campanar és robust, de tres pisos: l'inferior conté dues finestres simples, d'arc de mig punt, força separades; la segona planta té una finestra trífora partida per dues columnes. La coberta és piramidal, força aplanada, de lloses i a quatre vessants, i acaba amb un pinacle amb creu i penell.
La façana, acabada amb un pinacle triangular, està feta amb el mateix tipus de pedra que el campanar; ambdues varen ser fetes al segle xii.
Al costat hi ha una petita torre que acaba en una finestra biforada i és coberta en forma piramidal, reformada cap al 1970. La resta de la façana és totalment llisa, llevat de l'òcul i de la portalada. La decoració de les arquivoltes és de temes florals i entrellaços i la dels quatre capitells són ornamentacions vegetals i animals. Tota l'escultura revela una clara influència de l'escola ripollesa.
Els murs laterals de la nau, amb dues finestres d'arc de mig punt per banda, es varen refer en gran part durant les obres de restauració, perquè s'havien perforat amb grans arcs per donar accés a les dues capelles de l'època barroca que s'havien edificat a cada banda. També el gran fris de finestretes cegues entre grans lesenes i la cornisa que corona els murs laterals de la nau. Els braços de la nau, en canvi, es mantenen en la disposició original.

### Interior
Els absis no tenen decoració externa i són llisos, amb una finestra de doble esqueixada al centre. El de la part meridional es va refer sobre les bases del que s'havia destruït en construir la sagristia que hi havia en aquest lloc des del segle xvii.
La part superior del cimbori, ornat amb un fris de finestretes cegues, les arcuacions de tipus llombard del campanar i, des de la restauració, el fris que orna els murs laterals de la nau central, són fets amb pedra rogenca que ressalta sobre el to grisenc de l'edifici.
Durant la restauració dels anys 1960 s'hi va adossar una capella de planta hexagonal, amb funcions de parròquia (que ara ja no té).
Al Museu Episcopal de Vic es conserven restes de pintures murals i dues lipsanoteques romàniques d'aquest temple.

### Portal
El portal és un element moble adovellat amb espandit. A l'extrados de l'arc hi ha una inscripció damunt d'unes ovelles. A l'intradós de fora cap a dins, hi ha cinc arcuacions damunt impostes amb entrellaços. L'externa presenta forma de fulles palminervades, la segona descansa damunts dels capitells; l'esquerre amb formes vegetals i decoracions antropomorfes, i el dret amb formes vegetals i amb dues aus encarades (una de les quals té el cap mutilat). L'arcuació és decorada amb entrellaços de soga. La tercera, la decoració és mitxa amb formes vegetals i geomètriques. La quarta, també descansa sobre els capitells; l'esquerre decorat amb formes vegetals i figures antropomorfes, el dret segueix el mateix però els rostres són barbats. L'arcuació presenta aus entrellaçades amb fulles de parra. La cinquena i última descansa sobre imposta amb decoracions vegetals i, tant el pilar com l'arcuació, presenten estries amb decoracions de pics incisos.
La pedra és de color grogós, excepte la de l'extradós. La rosassa de la façana presenta sis lòbus units per columnetes amb els capitells decorats. L'estat de conservació és força bo.

### Cloquer
El cloquer és un element moble que s'eleva en el creuer de l'església de Santa Eugènia de Berga. Descansa damunt d'un cimbori, damunt de quatre arcs de mig punt reforçats per petxines. Externament el cimbori és decorat amb arquets llombards i dents de serra, té finestres d'esqueixada a Nord i Sud, i un òcul a llevant que donen llum a la nau. El campanar és de base quadrada i consta de tres pisos; al primer s'hi obren una mena de nínxols. Al segon hi ha amplis finestrals geminats a cada costat, les columnetes de fust prim i els capitells són llisos i poligonals. El tercer pis és d'estructura semblant però les finestres formen sèries de tres i, per tant, les entrades de llums són més petites. El segon i tercer pis estan decorats amb lesenes, arquets cecs i dents de serra. És cobert a quatre vessants i els ràfecs són escassos. És construït amb pedra de color oliva i les decoracions llombardes són amb pedra de foguera vermella com la resta de l'església. L'estat de conservació és bo.

## Història

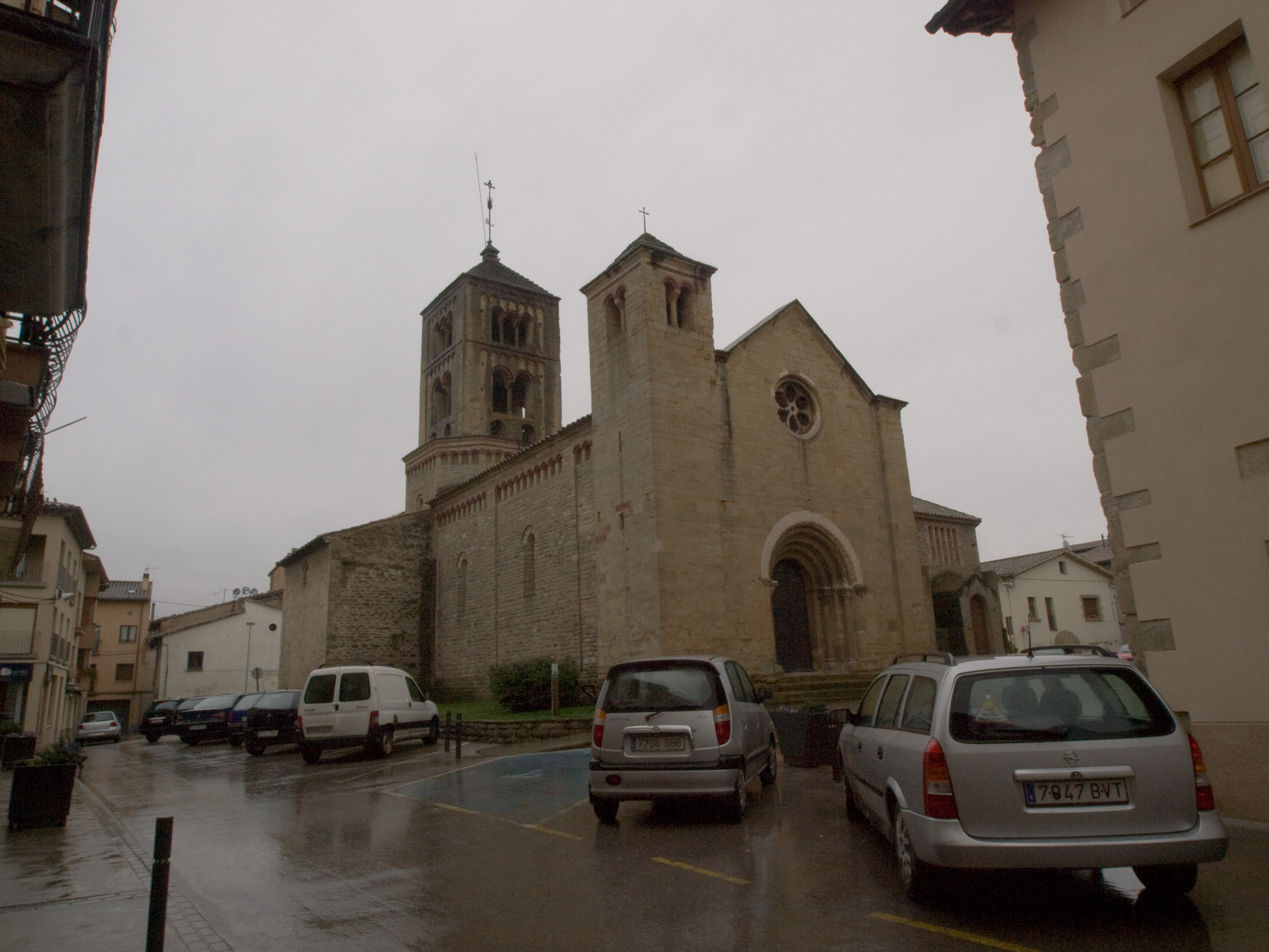
Vista de l'església de Santa Eugènia de Berga

L'església de Santa Eugènia es trobava dins l'antic terme del castell de Taradell, al lloc de la vila de Berga. Comença a aparèixer documentada a partir de l'any 917; les seves funcions parroquials s'esmenten ja l'any 976. L'any 1058 apareix ja esmentada amb el nom complet de Santa Eugènia de Berga.
L'església, a més d'estar dedicada a Santa Eugènia, també ho era a Santa Cecília, tal com és documentat l'any 974, mentre que el 1374 els altars del temple eren dedicats també a Santa Maria i Sant Jaume en un mateix altar, que són les advocacions que apareixen el 1173, quan l'església fou consagrada de nou.
L'església fou reconstruïda entorn de l'any 1050 i consagrada pel bisbe Oliba o pel successor Guillem de Balsareny segons el pot de relíquies segellat amb l'anell de Bernat Tallaferro, que va heretar el bisbe Oliba, descobert l'any 1970.
Vers l'any 1144 l'església de Santa Eugènia fou cedida a la canònica vigatana, i es feren importants obres de reforma com la construcció d'un cimbori-campanar, i un portal esculpit amb capitells i arcuacions, així com una torreta a la banda sud-est. El 1173 l'església fou consagrada de nou.
Al llarg dels segles xvi i xvii es van afegir capelles als laterals de la nau, i el 1859 una gran capella del Santíssim. Totes aquestes capelles foren suprimides en la restauració efectuada entre 1955 i 1975 per la Diputació de Barcelona, sota la direcció de l'arquitecte Camil Pallàs.
El portal es degué construir a mitjans del segle xii quan s'efectuà la reforma de la façana del temple. Per aquest motiu, l'església de la qual tenim notícies des del segle x i que fou renovada al segle xi, el 1173 es va tornar a consagrar. L'acte fou oficiat pel Bisbe de Vic, Pere Redorta, i pel Bisbe de Tortosa i Abat de Sant Joan de les Abadesses, Ponç Monells. Aleshores foren dedicats els tres absis a Santa Eugènia, Santa Cecília i Sant Jaume. L'historiador vigatà E. Junyent, en un article sobre l'església, senyala la semblança d'aquest portal amb el de la primitiva façana de la Catedral de Vic i dona la hipòtesi que fos obrada pels mateixos artistes.
El cloquer es degué erigir a mitjans del Segle XII quan s'efectuà la reforma de la façana del temple i la torrella d'angle del mateix indret.
Aquest campanar damunt d'un cimbori, és únic en la comarca i presenta una gran bellesa arquitectònica.